# انتخابات مجلس الأمن التابع للأمم المتحدة 2002
أُجريت انتخابات مجلس الأمن التابع للأمم المتحدة لعام 2002 في 27 سبتمبر 2002 في مقر الأمم المتحدة في مدينة نيويورك خلال الدورة السابعة والخمسين للجمعية العامة للأمم المتحدة. انتخبت الجمعية العامة أنغولا (لأول مرة) وتشيلي وألمانيا وباكستان وإسبانيا أعضاءً غير دائمين في مجلس الأمن التابع للأمم المتحدة لمدة سنتين تبدأ في 1 يناير 2003.

## القواعد
يتألف مجلس الأمن من 15 مقعدًا، يشغلها خمسة أعضاء دائمين وعشرة أعضاء غير دائمين. وفي كل عام، يتم انتخاب نصف الأعضاء غير الدائمين لمدة عامين.   ولا يجوز للعضو الحالي أن يترشح على الفور لإعادة انتخابه. 
وفقًا للقواعد التي يتم بموجبها تناوب المقاعد العشرة غير الدائمة في مجلس الأمن بين الكتل الإقليمية المختلفة التي تقسم إليها الدول الأعضاء في الأمم المتحدة تقليديًا لأغراض التصويت والتمثيل،  يتم تخصيص المقاعد الخمسة المتاحة على النحو التالي: 
- مقعد للدول الإفريقية
- مقعد لبلدان المجموعة الآسيوية (الآن مجموعة آسيا والمحيط الهادئ)[6]
- مقعد لأمريكا اللاتينية ومنطقة البحر الكاريبي
- مقعدان لمجموعة دول أوروبا الغربية ودول أخرى

## المرشحون
وكان هناك ما مجموعه خمسة مرشحين للمقاعد الخمسة، ولم يتم التنافس على أيّ من المقاعد. والمرشحون هم: أنغولا عن المجموعة الأفريقية، تشيلي لمنطقة أمريكا اللاتينية والكاريبي، باكستان عن المجموعة الآسيوية، وألمانيا وأسبانيا عن مجموعة أوروبا الغربية ودول أخرى.

## النتائج
وتم التصويت بالاقتراع السري. بالنسبة لكل مجموعة جغرافية، يمكن لكل دولة عضو التصويت لصالح أكبر عدد ممكن من المرشحين الذين سيتم انتخابهم. وكان هناك 183 بطاقة اقتراع في كل من الانتخابات الثلاثة.

### المجموعتين الأفريقية والآسيوية
- أنغولا 181
- باكستان 172
- ممتنعون 1

### مجموعة أمريكا اللاتينية ومنطقة البحر الكاريبي
- تشيلي 178
- ممتنعون 5

### مجموعة أوروبا الغربية ودول أخرى
- ألمانيا 180
- اسبانيا 180

## روابط خارجية
- وثيقة الأمم المتحدة GA/10069 بيان صحفي بشأن قبول تيمور الشرقية في الأمم المتحدة والانتخابات
- مركز التوثيق والتعاون في الجنوب الأفريقي